# Muralla de la Figuera
La Muralla de la Figuera és una obra de la Figuera (Priorat) declarada Bé Cultural d'Interès Nacional.

## Descripció
Se sap, per tradició oral, que el poble era emmaurallat i fortificat. Actualment es poden observar restes de l'antiga muralla, en algunes parts del traçat del que hauria estat el perímetre de la vila closa. A la memòria popular es conserva la ubicació d'alguns antics portals i a la toponimia n'ha perviscut la seva existència: carrer del Portalet, carrer de la Muralla i el Castell. El castell hauria estat a la part més enlairada del poble. Al segle xviii, damunt d'una antiga estructura defensiva es va edificar l'actual església parroquial de Sant Martí.